# Peștera Gura Dobrogei
Peștera Gura Dobrogei sau Peștera Liliecilor este un monument al naturii aflat în nord-estul satului Gura Dobrogei, făcând parte din Rezervația naturală Gura Dobrogei, județul Constanța, România. 

## Istorie
Existența peșterii a fost semnalată în 1926 de către istoricul și arheologul Vasile Pârvan. Geologul E. Jekelius a apreciat că vechimea formării acesteia se situează la începutul Cuaternarului sau sfârșitul Pliocenului, iar săparea ei s-a realizat la limita dintre două categorii de calcare — unele mai compacte și altele mai moi — reprezentând planul de minimă rezistență bogat în fisuri.

## Așezare
La 50 de km de Constanța, în nord-estul satului Gura Dobrogei, la sud-vest comuna Târgușor. Peștera "Gura Dobrogei" are 3 intrări și mai multe galerii, lungimea galeriilor fiind de peste 480 m. În această peștera au fost atestate numeroase mărturii ale activității umane, unelte de silex paleolitic și neolitic, fragmente de ceramică neolitică, cât și obiecte mai recente din metal aparținând epocii fierului. Peștera oferă condiții optime pentru coloniile de lilieci, care au dat și numele peșterii, Peștera Liliecilor. Astfel, cele mai multe galerii și încăperi ale peșterii sunt zone de adăpostire a liliecilor în timpul verii și de hibernare în timpul iernii. Marile colonii de lilieci aparțin speciei mediteraneene Rhinolophus mehelyi și Myotis mistacinus.